# Garibaldo (rei lombardo)
Garibaldo (? — 671) era filho de Grimualdo I de Benevento, rei dos lombardos, e Teódota, filha de Ariperto I. Após a morte do pai em 671, ele assumiu o trono. Reinou pelo curto tempo de três meses, até os partidários de Bertário, seu tio, que tinha sido exilado por Grimualdo, nove anos antes, solicitarem seu regresso, após o que o elegeram e depuseram o jovem rei.